# Tiszavasvári (distrikt)
Tiszavasvári är ett distrikt i Ungern. Det ligger i provinsen Szabolcs-Szatmár-Bereg, i den nordöstra delen av landet, 180 km öster om huvudstaden Budapest.